# Natan Sharansky
Pour les articles homonymes, voir Sharansky.
Natan Sharansky (en hébreu : נתן שרנסקי), né Anatoli Borissovitch Chtcharanski (en russe : Анатолий Борисович Щаранский) le 20 janvier 1948, est l'un des plus célèbres opposants soviétiques, anti-communiste et sioniste, devenu par la suite un homme politique israélien affilié à la droite nationaliste.

## Biographie
Né à Donetsk en Ukraine d'une famille juive, il étudie à l'Institut de physique et de technologie de Moscou, où il est diplômé en mathématiques appliquées. 
Après s'être vu refusé un visa de sortie pour Israël en 1973, il travaille comme interprète pour le physicien dissident Andreï Sakharov. Il devient aussi un militant des droits humains. Il est alors l'un des fondateurs et porte-parole du mouvement juif refuznik aussi connu sous le nom de « groupe Youri Orlov ».
En mars 1977, il est arrêté puis condamné, en juillet 1978, à treize ans de travaux forcés pour trahison et espionnage pour le compte des États-Unis. Après seize mois d'incarcération dans la prison Lefortovo, il est envoyé en Sibérie dans un goulag nommé Perm 35 où il travaille durant neuf ans.
La condition de Sharansky, et plus généralement des autres prisonniers politiques en URSS, attire l'attention des diplomates et mouvements occidentaux pour le respect des Droits humains. Et le 11 février 1986, il est libéré trente minutes avant un échange de huit prisonniers de l'Ouest et de l'Est sur le pont de Glienicke, à Berlin, les Américains refusant tout amalgame qui reviendrait à lui dénier son statut de prisonnier politique. Il immigre alors en Israël et change alors son prénom en Natan.
En 1988, Sharansky est élu président du Zionist Forum, une organisation d'anciens activistes sionistes soviétiques. Il travaille également pour The Jerusalem Report. En 1989, le président américain Ronald Reagan le récompense en le décorant de la médaille de la paix.

## Carrière politique
Sharansky est le président et le fondateur en 1995 du parti politique Yisrael Ba'aliyah (« Israël pour l'aliyah ») promouvant l'intégration des Juifs soviétiques dans la société israélienne. En 1996, ils remportent sept sièges à la Knesset.
De juin 2009 à juillet 2018, il est président international de l'Agence juive et mène une politique de restructuration et de réorientation de cet organisme étatique israélien créé en 1929. Il est remplacé par Isaac Herzog en août 2018.
Il fut également :
- Ministre de l'Industrie et du Commerce de 1996 à 1999 ;
- Ministre de l'Intérieur de juillet 1999 à sa démission en juillet 2000 ;
- chef de cabinet du Premier ministre israélien et ministre du Logement et de la Construction ;
- membre du cabinet du gouvernement israélien de 2003 à 2005.

Il démissionne du gouvernement le 2 mai 2005, pour protester contre l'expulsion des colons israéliens de Gaza, conformément au plan de désengagement de la bande de Gaza.
En 2005, il est listé par le magazine Time parmi les cent personnes les plus influentes de l'année.

### Positionnement
Natan Sharansky appartient à la droite nationaliste israélienne et est fermement engagé pour la colonisation des territoires palestiniens.
Après son élection au Parlement en 1996, il vote avec les juifs orthodoxes sur la question “Qui est juif ?”, remettant en question la judaïté de milliers d’immigrants vers Israël. En 1996-1999, au ministère de l’Industrie et du Commerce dans le gouvernement de Benyamin Nétanyahou, il affecte le maximum d’investissements publics aux colonies des territoires palestiniens, tandis qu'il lui est reproché de se désintéresser des besoins des “villes de développement”. Comme ministre du Logement de 2001 à 2003 sous Ariel Sharon, il consacre l'essentiel de son budget à la création de nouvelles colonies en Cisjordanie, contrairement aux engagements internationaux d'Israël. 
Il milite activement contre une décision de la Cour suprême décidant qu'il faudrait modifier le tracé de la barrière de séparation israélienne afin d'en minimiser les conséquences pour les Palestiniens, de manière à ne pas séparer les paysans de leurs champs, les enfants de leurs écoles, voire les membres d'une même famille.
Il est l'un des fondateurs et le président de l'association One Jerusalem, qui promeut la souveraineté israélienne sur Jérusalem unifiée au détriment des Palestiniens.

## Ouvrages
- (en) Fear no Evil, Random Books, 437 p., 1988 (ISBN 978-0-394-55878-3) (Plusieurs rééditions)

- Tu ne craindras point le mal, trad. de l'américain par Jacqueline Lahana et Erwiz Spatz, Grasset, 1988, 408 p. (ISBN 978-2-246-39681-9)
- Défense de la démocratie : Comment vaincre l'injustice et la terreur par la force de la liberté, Bourin éditeurs, Paris, 2006  (ISBN 2-84941-035-7) ; écrit avec Ron Dermer, traduit de l'américain par Jean-François Chaix (titre original : The case for democracy : the power of freedom to overcome tyranny and terror, Balfour Books, 2006).